# Cymbals
Cymbals (シンバルズ) was een Japanse rockband die actief was van 1997-2003. Het trio bestond uit zangeres Asako Toki (土岐麻子), bassist/gitarist Reiji Okii (沖井礼二) en drummer Hiroyasu Yano (矢野博康). Net als andere Japanse bands die eind jaren negentig opkwamen (waaronder Clammbon en Hermann H. & the Pacemakers), werd Cymbals sterk beïnvloed door de Britse poprockklanken van de jaren zestig. Ondanks solide productie, scoorden ze nooit een echte "hit", wat uiteindelijk resulteerde in het uiteenvallen van de band in september 2003. Ze speelden een laatste afscheidsconcert van 90 minuten in Shibuya O-East op 20 januari 2004. De leden van de groep blijven muzikaal actief - Toki als soloartiest, Okii als producer (voor onder andere Toki), en Yano als sessiedrummer en producer.

## Discografie

### Albums
| Jaar | Titel                |
| ---- | -------------------- |
| 1998 | Neat, or Cymbal!     |
| 1998 | Missile & Chocolate  |
| 2000 | That's Entertainment |
| 2000 | Mr.Noone Special     |
| 2001 | Respects             |
| 2001 | Well-done            |
| 2002 | Sine                 |
| 2003 | Love You             |
| 2003 | Requests!            |
| 2003 | Anthology            |

### Ep's
| Jaar | Titel               |
| ---- | ------------------- |
| 2001 | Higher Than The Sun |

### Singles
| Jaar | Titel                    | Album                |
| ---- | ------------------------ | -------------------- |
| 1998 | I'm a Believer           | Neat, or Cymbal!     |
| 1998 | Winter Day Song          | Missile & Chocolate  |
| 1999 | What A Shiny Day         | That's Entertainment |
| 1999 | 8am Escape Plan          | Geen album           |
| 1999 | Rally                    | That's Entertainment |
| 1999 | My Brave Face            | That's Entertainment |
| 2000 | Do You Believe In Magic? | Mr.Noone Special     |
| 2000 | Highway Star, Speed Star | Mr.Noone Special     |
| 2002 | Wingspan                 | Sine                 |
| 2002 | Love Thing               | Love You             |